# Maëlle Philippe
Pour les articles homonymes, voir Philippe.
Maëlle Philippe est une athlète internationale française née le 22 septembre 1998 à Rouen, licenciée au Lille métropole Athlétisme et championne de France espoir au lancer du disque en 2019. 

## Carrière
Maëlle commence l'athlétisme en 2013 en s'entraînant pour les épreuves combinées. Puis rapidement, elle décide de suivre les traces de sa mère, Michelle Philippe (ancienne sprinteuse de haut niveau reconvertie au lancer), en se consacrant aux lancers et plus précisément au lancer du disque.
Anciennement licenciée au club de Rouen Maromme Mont Saint Aignan Athlétisme où elle s'entraîne alors avec Jean-François Grégoire, elle décide de rejoindre le Lille Métropole Athlétisme en 2017 et s'entraîne désormais avec Michel Tranchant.
En 2016, elle décroche sa première sélection en équipe de France à l'occasion du match de lancers longs U20 opposant la France, l'Allemagne et l'Italie à Padoue et termine à la 5è place avec un lancer à 43m72.
En 2017, toujours chez les U20 elle est de nouveau sélectionnée pour le match de lancers longs France, Allemagne et Italie à Halle et termine de nouveau 5è avec une lancer à 46m63. La même année, elle participera aux championnats d'Europe juniors d'athlétisme à Grosseto où elle finit 11è.
En 2018, son lancer mesuré à 43m67 lui permet de se classer 2è du match de lancers longs U23 France, Allemagne et Italie à Nantes.
En 2019, elle remporte sa première victoire internationale à l'occasion du match de lancers longs U23 France, Allemagne et Italie à Ancone. Elle décroche aussi sa sélection pour les championnats d'Europe espoirs d'athlétisme.
Elle bat son record personnel au lancer du disque le 16 juin 2019 à Bruay-la-Buissière avec un lancer mesuré à 54m91. 
En 2020, Maëlle obtient deux nouvelles médailles nationales en se classant 3e lors des championnats de France espoirs hivernaux de lancers longs à Salon-de-Provence et aux championnats de france espoirs à Albi. 

## Vie professionnelle et associative
En 2020, elle obtient sa licence staps en activité physique adaptée et santé à l'université Lille-II. Devenue en 2019 ambassadrice de la Métropole européenne de Lille, elle reçoit un financement afin de l'aider à s'équiper et à mener son double projet sportif et professionnel jusqu'aux Jeux olympiques à Paris en 2024.

## Palmarès

### National
| Date | Compétition                                               | Épreuve          | Lieu              | Résultat | Marque  |
| ---- | --------------------------------------------------------- | ---------------- | ----------------- | -------- | ------- |
| 2020 | Championnats de France espoirs                            | Lancer du disque | Albi              | 3e       | 45 m 07 |
| 2020 | Championnats de France espoirs hivernaux de lancers longs | Lancer du disque | Salon-de-Provence | 3e       | 45 m 87 |
| 2019 | Championnats de France espoirs                            | Lancer du disque | Châteauroux       | 1er      | 52 m 57 |
| 2019 | Championnats de France espoirs hivernaux de lancers longs | Lancer du disque | Salon-de-Provence | 1er      | 48 m 79 |
| 2018 | Championnats de France espoirs                            | Lancer du disque | Niort             | 2e       | 45 m 15 |
| 2018 | Championnats de France espoirs hivernaux de lancers longs | Lancer du disque | Millau            | 1er      | 46 m 93 |

## Records
| Épreuve          | Performance | Lieu               | Date         |
| ---------------- | ----------- | ------------------ | ------------ |
| Lancer du disque | 54 m 91     | Bruay-la-Buissière | 16 juin 2019 |